# マーク・ロッシュ
マーク・ロッシュ（Mark Roche、1993年1月25日 - ）は、アイルランドのラグビー選手。

## プロフィール
- アイルランド・ダブリン出身[1]。
- ポジションはセンター(CTB)。
- 身長 173cm、体重 89kg
- U20アイルランド代表に選ばれたことがある[2]。

## 略歴
2021年、東京五輪の7人制アイルランド代表に選ばれた。
2024年、パリ五輪の7人制アイルランド代表に選ばれた。